# SH1 (Albanië)
De SH1 of Rruga shtetërore 1 ('staatsweg 1') is een nationale weg in Albanië. De weg begint bij de grensovergang met Montenegro en loopt vanaf daar in zuidelijke richting via Shkodër naar Tirana. De weg eindigt hier aan de rand van de stad op de SH2. De totale lengte is 125 kilometer.
In de toekomst moet de weg onderdeel worden van de Adriatisch-Ionische autosnelweg. 